# آنتون کانیزلیچ
آنتون کانیزلیچ (به انگلیسی: Antun Kanižlić؛ زادهٔ ۲۰ نوامبر ۱۶۹۹ در پوژگا – درگذشتهٔ ۲۴ اوت ۱۷۷۷ در پوژگا) یک شاعر و یسوعی اهل کرواسی بود.
وی، تحصیلات خود را در زاگرب، وین و لئوبن انجام‌داد. او سه سال در گراتس به تحصیل الهیات پرداخت و در گراتس و ترناوا، فارغ‌التحصیل الهیات شد.
وی عمدتاً کتاب‌هایی مذهبی می‌نوشت.